# Kasa-Vubu (Repubblica Democratica del Congo)
Kasa-Vubu è un comune della Repubblica Democratica del Congo, fa parte del distretto di Funa situato a nord di Kinshasa, la capitale dello stato.
Il comune prende il proprio nome dall'ex presidente della nazione Joseph Kasa-Vubu che fu eletto sindaco del comune nel 1957.